# Slag bij Seckenheim
De Slag bij Seckenheim was een veldslag die plaatsvond op 30 juni 1462 bij het dorpje Seckenheim in de Palts. Het was de beslissende veldslag in de oorlog tussen Baden en de Palts (1459-1462), waarin het Paltische leger onder aanvoering van keurvorst Frederik I van de Palts een strijdmacht van verschillende Duitse vorsten onder aanvoering van Ulrik V van Württemberg vernietigend versloeg.